# ABC Daytime

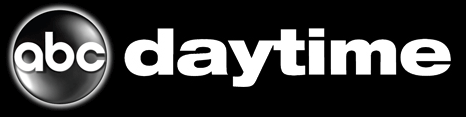

ABC Daytime est un bloc de programmes de la chaîne américaine American Broadcasting Company, filiale de la Walt Disney Company, qui inclut des jeux télévisés, des soap operas et des débats télévisés.
Le bloc est programmé de 11h à 16h (côte est des États-Unis) et existe depuis le début des années 1960.
Le 2 décembre 2011, Disney-ABC crée une nouvelle entité de production télévisuelle nommée Times Square Studios pour les productions d'ABC Daytime.

## Programmes

### Programmes actuels
| 11:00 AM – 12:00 PM | The View        |
| 1:00 PM – 2:00 PM   | The Chew        |
| 2:00 PM – 3:00 PM   | Hôpital central |

### Anciens programmes

#### Soap operas
- 1964 - 1966 : A Flame in the Wind
- A Time for Us
- 1970 - 1971 : A World Apart
- 1970 : The Best of Everything
- 1995 - 1997 : The City
- Confidential for Women
- 1966 - 1971 : Dark Shadows
- 1975 - 1984 : Edge of Night (ABC, auparavant sur CBS)
- 1983 - 1995 : Loving
- 1965 - 1966 : Never Too Young (en)
- 1965 - 1967 : The Nurses
- 1997 - 2003 : Port Charles
- Road to Reality
- 1975 - 1989 : Ryan's Hope
- 1964 - 1966 : The Young Marrieds

#### Jeux télévisés
- The $10,000 Pyramid, plus tard The $20,000 Pyramid (1974-1980, diffusé auparavant puis après sur CBS)
- All Star Blitz (1985)
- Bargain Hunters (1987)
- The Better Sex (1977-1978)
- The Big Showdown (1974-1975)
- Blankety Blanks (1975)
- Break the Bank (1976, later syndicated)
- Bruce Forsyth's Hot Streak (1986)
- Camouflage (1961-1962, ensuite en syndication)
- The Dating Game (1965-1973, later syndicated)
- Dream House (1968-1970, plus tard sur NBC)
- Everybody's Talking (1967, plus tard sur NBC sous le nom Hollywood's Talking)
- Get the Message (1964)
- Family Feud (1976-1985, aussi en syndication, plus tard sur CBS)
- The Family Game (1967)
- The Honeymoon Race (1967)
- Hot Seat (1976)
- How's Your Mother-in-Law? (1967-1968)
- Let's Make a Deal (1968-1976, diffusé auparavant puis après sur NBC, aussi en syndication)
- Match Game (1990-1991, diffusé auparavant puis après sur NBC et CBS, aussi en syndication)
- Missing Links (1964, auparavant sur NBC)
- The Money Maze (1974-1975)
- Number Please (1961)
- One in a Million (1967)
- The Neighbors (1975-1976)
- The Newlywed Game (1966-1974, 1984, aussi en syndication)
- The Object Is (1963-1964)
- Password (1971-1975, auparavant sur CBS, après sur NBC)
- The Price Is Right (1963-1965, auparavant sur NBC, après sur CBS et en syndication)
- Rhyme and Reason (1975-1976)
- Second Chance (1977)
- Seven Keys (1961-1964)
- Showoffs (1975)
- Split Second (1972-1975, later syndicated)
- Supermarket Sweep (1965-1967, later on cable)
- Temptation (1967-1968)
- Trivia Trap (1984-1985)
- Who Do You Trust? (1957-63)
- You Don't Say (1975, auparavant sur NBC, après en syndication)
- Yours for a Song (1961-1963)
- The ABC Afternoon Playbreak